# Movimento scenico
Il movimento scenico è una disciplina nell'ambito delle arti teatrali che si preoccupa di usare il corpo come mezzo d'espressione sullo spazio scenico. 
Il suo insegnamento viene generalmente impartito nelle accademie teatrali di tutto il mondo e presenta forti elementi di somiglianza nella pedagogia con la danza, in particolare quella contemporanea.